# Zofar
Zofar (hebräisch צוֹפַר ṣôfar, altgriechisch Σωφάρ) ist im Alten Testament ein Freund des Ijob.

## Etymologie
Die Bedeutung des Namens Zofar ist bisher ungeklärt. Möglicherweise besteht ein Zusammenhang zu hebr. צִפּוֹר ṣippôr „Vogel“, welches ebenfalls als Name vorkommt. Dann könnte Zofar „kleiner / junger Vogel“ bedeuten.

## Biographie
Zofar ist nach Elifas, Bildad und vor Elihu der dritte der Freunde Ijobs. Er ist folglich jünger als Elifas und Bildad. Seine Reden an Ijob umfassen Hi 11  und Hi 20 .
Zofar wird als Na‘amatiter (Bewohner Na‘amas) bezeichnet. Die Lokalisierung dieses Ortsnamens ist unsicher. Sicher nicht gemeint ist das in Jos 15,41  genannte Naama.

## Die Reden des Zofar
Im Gegensatz zu den beiden anderen Freunden Ijobs, Elifas und Bildad, sind von Zofar nur zwei Reden überliefert. Dies geht möglicherweise auf Textausfall einer ursprünglich vorhandenen dritten Rede des Zofar zurück. Andernfalls könnte eine Textvertauschung vorliegen, durch welche der Text der dritten Rede in eine Rede des Ijob hineingeraten wäre. Als das wahrscheinlichste wird aber angesehen, dass es nur zwei Reden gegeben hat, dass die dritte Rede des Elifas als Abschluss der Reden der Freunde diente und die dritte kurze Rede des Bildad einen späteren Nachtrag darstellt.

### Die erste Rede (Kap. 11)
Es handelt sich um eine dreiteilige Mahn- und Trostrede. Sie gliedert sich in folgende Teile:
- Anrede Ijobs.
- Widerlegung Hiobs: Zurückweisung der Anklage Ijobs, Gott handele willkürlich und ungerecht.
- Verheißung an Hiob: Gerechtigkeit vor Gott ist möglich.

### Die zweite Rede (Kap. 20)
Es handelt sich um eine Mahn- und Warnrede. In ihrem Mittelpunkt steht eine Beschreibung des Schicksals der Frevler und somit eine Anklage an Ijob.

## Wirkungsgeschichte
In der Septuaginta wird Zofar ebenso wie die anderen Freunde als König bezeichnet. Er wird „König der Minäer“ genannt. Die Bezeichnung der Freunde als Könige folgte aus einer Gleichsetzung des Ijob mit dem in Gen 36,33  genannten edomitischen König Jobab.
Im Testament des Ijob wird Zofar ebenfalls als König bezeichnet. Zofar bietet Ijob an, sich von den mitgekommenen Ärzten behandeln zu lassen. Dieses lehnt Ijob aber im Hinblick darauf ab, dass Gott ihn heilen werde.
Nach der biblischen Person wurde der 1970 in der mittleren Arava gegründete Moshav Zofar (Moschav) benannt.